# Nuno Borges
Nuno Borges (ur. 19 lutego 1997 w Maii) – portugalski tenisista.

## Kariera tenisowa
W karierze wygrał pięć singlowych oraz dziewięć deblowych turniejów cyklu ATP Challenger Tour. Ponadto zwyciężył w dziesięciu singlowych oraz siedmiu deblowych turniejach rangi ITF.
W rozgrywkach cyklu ATP Tour Portugalczyk wygrał jeden turniej w grze podwójnej.
W 2017 roku, podczas Uniwersjady zdobył brązowy medal w grze pojedynczej.
Najwyżej sklasyfikowany w rankingu gry pojedynczej był na 63. miejscu (10 kwietnia 2023), a w klasyfikacji gry podwójnej na 69. pozycji (19 września 2022).

### Finały w turniejach ATP Tour
| Legenda                                      |
| -------------------------------------------- |
| Wielki Szlem                                 |
| Igrzyska olimpijskie                         |
| Tennis Masters Cup / ATP Finals              |
| ATP Masters Series / ATP Tour Masters 1000   |
| ATP International Series Gold / ATP Tour 500 |
| ATP International Series / ATP Tour 250      |

#### Gra podwójna (1–0)
| Końcowy wynik | Nr | Data        | Turniej | Nawierzchnia | Partner          | Przeciwnicy                     | Wynik finału |
| ------------- | -- | ----------- | ------- | ------------ | ---------------- | ------------------------------- | ------------ |
| Zwycięzca     | 1. | 1 maja 2022 | Estoril | Ceglana      | Francisco Cabral | Máximo González André Göransson | 6:2, 6:3     |

### Zwycięstwa w turniejach ATP Challenger Tour

#### Gra pojedyncza
| Końcowy wynik | Nr | Data             | Turniej   | Nawierzchnia | Przeciwnik           | Wynik finału  |
| ------------- | -- | ---------------- | --------- | ------------ | -------------------- | ------------- |
| Zwycięzca     | 1. | 5 grudnia 2021   | Antalya   | Ceglana      | Ryan Peniston        | 6:4, 6:3      |
| Zwycięzca     | 2. | 17 kwietnia 2022 | Barletta  | Ceglana      | Miljan Zekić         | 6:3, 7:5      |
| Zwycięzca     | 3. | 26 lutego 2023   | Monterrey | Twarda       | Borna Gojo           | 6:4, 7:6(6)   |
| Zwycięzca     | 4. | 19 marca 2023    | Phoenix   | Twarda       | Aleksandr Szewczenko | 4:6, 6:2, 6:1 |
| Zwycięzca     | 5. | 3 grudnia 2023   | Maia      | Ceglana      | Benoît Paire         | 6:1, 6:4      |